# 仙娥礁

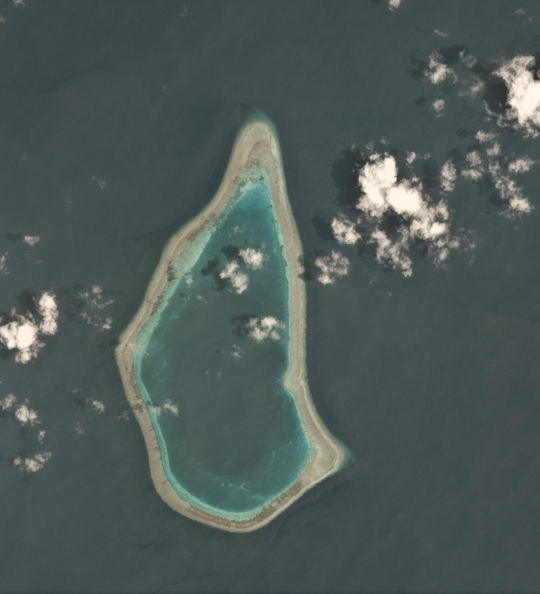

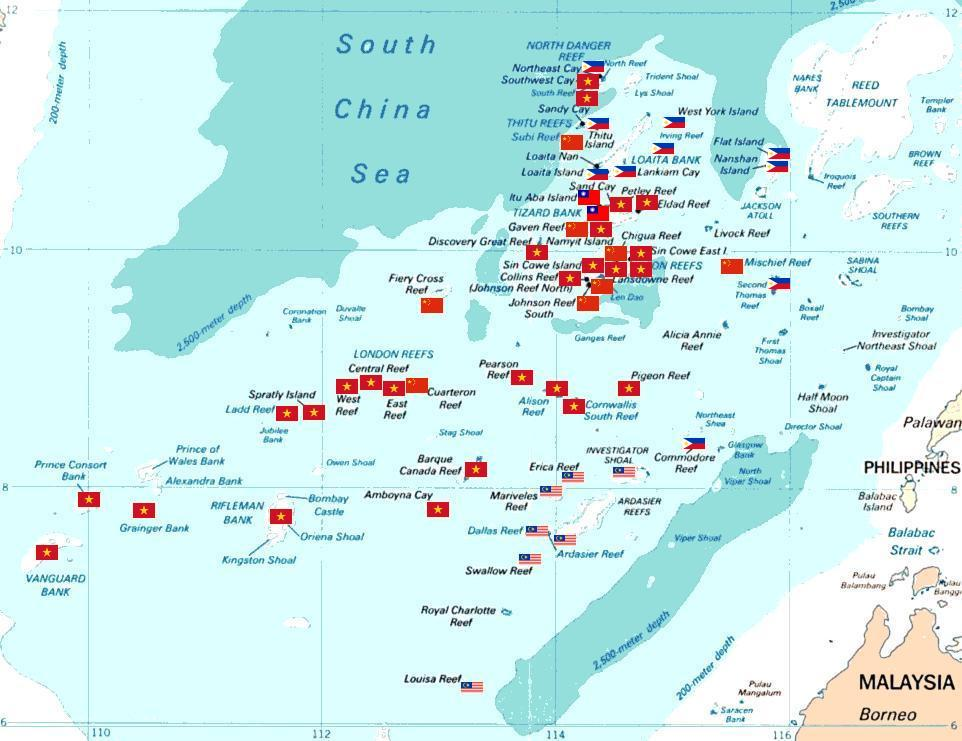
南沙諸島の実効支配状況

仙娥礁またはアリシア・アニー礁（英語: Alicia Annie Reef、中国語: 仙娥礁、タガログ語: Arellano、ベトナム語：Đá Suối Ngọc / 𥒥𤂬玉）は、南沙諸島南東部にある環礁である。

## 地理
ファースト・トーマス礁（中国語: 信義礁）から南東に約25海里離れている。東西の距離は約4.6km、南北の距離は約7.4km。

## 領有
中華人民共和国がこの礁を実効支配しているが、中華民国（台湾）、フィリピン、ベトナムも主権を主張している。